# Acid nitric bốc khói đỏ
Acid nitric bốc khói đỏ, được gọi tắt là RFNA (Red fuming nitric acid), là một hợp chất oxy hóa có thể lưu trữ được sử dụng làm nhiên liệu cho tên lửa. Nó bao gồm 84% nitric acid, 13% dinitơ tetroxide cùng với 1–2% hàm lượng là nước. Màu đỏ của hợp chất này là do sự có mặt của dinitơ tetroxide bị phân hủy thành nitrogen dioxide. Nitrogen dioxide phân hủy cho đến khi dung dịch bão hòa, đồng thời tạo ra khói độc. RFNA tăng khả năng cháy của vật liệu dễ cháy và đặc biệt tỏa nhiều hiệu khi phản ứng với nước.
Hợp chất này thường được sử dụng với các chất ức chế (nhiều loại chất ức chế, một số vẫn được giữ bí mật, bao gồm hydrogen fluoride; một sự kết hợp như vậy sẽ tạo thành RFNA ức chế-inhibited RFNA, IRFNA) bởi vì acid nitric sẽ gây ăn mòn bình chứa nhiên liệu. Hydrogen fluoride sẽ tạo thành một lớp mỏng fluoride kim loại thụ động hóa, bảo vệ vật liệu làm bình chứa nhiên liệu, làm cho nó gần như không thấm acit nitric.
Nó cũng có thể dùng làm loại nhiên liệu duy nhất cho tên lửa, cùng với các chất như amine nitrate hòa tan, tuy nhiên nó không thường được sử dụng theo cách này.
Trong suốt thời kỳ Thế chiến thứ hai, quân đội Đức quốc xã đã sử dụng RFNA cho một số loại tên lửa. Hỗn hợp nhiên liệu được gọi là S-Stoff (96% nitric acid cùng với 4% sắt III chloride làm chất xúc tác) và SV-Stoff (94% nitric acid cùng với 6% dinitơ tetroxide). Biệt danh của loại nhiên liệu này là Salbei (sage).
IRFNA là chất oxy hóa sử dụng trên tên lửa hạng nhẹ được sử dụng nhiều nhất trên thế giới: Kosmos-3M.
Các ứng dụng khác cho RFNA bao gồm phân bón, chất trung gian thuốc nhuộm, chất nổ, và làm chất acid hóa trong ngành dược. Nó cũng có thể được sử dụng trong quá trình khắc ảnh và ăn mòn kim loại.

## Thành phần
- IRFNA IIIa: 83.4% HNO3, 14% NO2, 2% H2O, 0.6% HF.
- IRFNA IV HDA: 54.3% HNO3, 44% NO2, 1% H2O, 0.7% HF.
- S-Stoff: 96% HNO3, 4% FeCl3
- SV-Stoff: 94% HNO3, 6% N2O4
- AK20: 80% HNO3, 20% N2O4
- AK20F: 80% HNO3, 20% N2O4, chất ức chế gốc Flo.
- AK20I: 80% HNO3, 20% N2O4, chất ức chế gốc Iod.
- AK20K: 80% HNO3, 20% N2O4, chất ức chế gốc Flo.
- AK27I: 73% HNO3, 27% N2O4, chất ức chế gốc Iod.
- AK27P: 73% HNO3, 27% N2O4, chất ức chế gốc Flo.

## Experiments
Thành phần acid flohydric trong IRFNA Khi sử dụng RFNA như một chất oxy hóa trong nhiên liệu tên lửa, thành phần của nó có chứa khoảng 0,6% là HF. HF có tác dụng làm ức chế tính ăn mòn của RFNA.
Thành phần nước trong RFNA Tỉ lệ nước trong RFNA là khác nhau tùy vào thành phần RFNA. Nếu trong dung dịch RFNA có 80% HNO 3, 8–20% NO2. Lượng H2O tùy thuộc vào lượng NO2 khác nhau có trong mẫu. Khi RFNA chứa HF, hàm lượng H2O trung bình là từ 2,4% đến 4,2%. Khi RFNA không chứa HF, hàm lượng H2O trung bình từ 0,1% đến 5,0%. Khi có các tạp chất kim loại do bị ăn mòn, %H2O tăng lên nằm trong khoảng từ 2,2% đến 8,8%.
Thành phần kim loại bị ăn mòn trong RFNA Thép không gỉ, hợp kim nhôm, hợp kim sắt, tấm chrome, thiếc, vàng và bạch kim được thử nghiệm để xác định khả năng ăn mòn của RFNA đối với kim loại. Thí nghiệm ăn mòn sử dụng mẫu 16% và 6.5% RFNA trên các kim loại trên. Nhiều loại thép không gỉ khác nhau cho thấy khả năng chống ăn mòn. Hợp kim nhôm không có khả năng chống ăn mòn tốt như thép không gỉ, đặc biệt là ở nhiệt độ cao nhưng tốc độ ăn mòn không đủ lớn, vẫn có thể sử dụng hợp kim nhôm để chứa RFNA. Thiếc, vàng và tantali cho thấy khả năng chống ăn mòn cao tương tự như thép không gỉ. Những vật liệu này tốt hơn vì ở nhiệt độ cao, tốc độ ăn mòn không tăng nhiều. Tốc độ ăn mòn ở nhiệt độ cao tăng lên khi có acid photphoric. Acid sunfuric làm giảm tốc độ ăn mòn.